# Jeriquara
Jeriquara est une municipalité brésilienne de l'État de São Paulo et la microrégion de Franca.